# Законодательное собрание Франции (1849—1851)
Законодательное собрание (фр. Assemblée nationale législative) — представительное учреждение с законодательной властью, установленное во Франции конституцией 1848 года. Число его членов было определено в 750 человек, избиравшихся на три года. Большинство законодательного собрания, избранного в 1849 году, состояло из легитимистов и орлеанистов. Они были настроены монархически, что влекло за собой столкновения с принцем-президентом республики Наполеоном III, подготовлявшим восстановление Империи. Законодательное собрание просуществовало с 28 мая 1849 года по 2 декабря 1851 года, когда Наполеон III совершил государственный переворот и восстановил Французскую империю.